# Braid (videojuego)
Braid es un videojuego de plataformas y lógica creado por el desarrollador independiente Jonathan Blow para el servicio Xbox Live Arcade de Xbox 360. Fue presentado oficialmente durante la conferencia de prensa de Microsoft del Tokyo Game Show 2007 y salió a la venta el 6 de agosto de 2008, al precio de 1200 Microsoft Points. El título ha sido portado a Windows, Mac, PlayStation 3 y sistemas con Linux.

## Historia
Braid es protagonizado por Tim, un hombre en busca de una princesa. Su relación con la princesa no es clara, y la única parte que se concreta es que Tim ha cometido algún tipo de error que espera enmendar o, si es posible, borrar. Mientras uno progresa a través de los seis mundos del juego, un texto al comienzo de cada mundo nos revela más información sobre la aventura de Tim y su princesa. Los temas tratados evocan el olvido, deseo y la frustración.
El final del juego es ambiguo, y ha sido objeto de múltiples interpretaciones.

## Diseño
Braid se juega resolviendo puzles físicos en un entorno típico de un juego de plataformas, similar al de Super Mario Bros. Uno de los elementos fundamentales del juego es la habilidad de revertir el tiempo y "rebobinar" las acciones realizadas, incluso después de morir. No hay límite en el número de veces que el jugador puede rebobinar el tiempo. 
El juego está dividido en seis mundos (numerados del 2 al 6, siendo el último mundo el 1 e incluyendo un mundo principal en forma de la casa del protagonista). A los mundos se accede a través de las puertas en la casa. Cada mundo tiene sus propias mecánicas de juego relacionadas con el manejo del tiempo y piezas de rompecabezas que deben ser coleccionadas para formar un rompecabezas en cada mundo que cuenta parte de la historia, siendo necesario completar todos los rompecabezas para conseguir acceder a la última fase.
- 2. Tiempo y Perdón: Este mundo es jugado como un juego de plataformas normal, exceptuando que el jugador puede rebobinar el tiempo para deshacer sus acciones. Incluye varios retos que serían injugables o injustos en un juego de plataformas normal, pero que se convierten en triviales al disponer de la capacidad de rebobinar el tiempo. Por tanto, se ha interpretado como un comentario irónico sobre el diseño de los juegos de plataformas tradicionales.

- 3. Tiempo y Misterio: En este mundo, aparecen objetos inmunes a rebobinar el tiempo. Por tanto, esta habilidad puede ser utilizada para cambiar la sincronía entre objetos afectados y no afectados por la capacidad de rebobinar el tiempo, siendo esta la base de una gran parte de los puzles de este mundo.

- 4. Tiempo y Lugar: En este mundo, el tiempo depende de la posición de Tim en el nivel. A medida que avanza hacia la derecha, el tiempo fluye hacia adelante, al avanzar hacia la izquierda, el tiempo fluye hacia atrás y al permanecer quieto, el tiempo se para. Todo esto hace que existan un gran número de relaciones complejas entre los distintos elementos del escenario que deben ser tenidas en cuenta para resolver todos los puzles de este mundo.

- 5. Tiempo y Decisión: La peculiaridad de este mundo consiste en que después de rebobinar el tiempo, una "sombra" del protagonista aparece y realiza las mismas acciones que el jugador acaba de rebobinar. Los puzles giran en torno a usar esta mecánica para realizar varias acciones simultáneamente. (Presenta una mecánica similar el juego Blinx: The Time Sweeper)

- 6. Duda: Tim posee un anillo que, al ser soltado, ralentiza el flujo del tiempo a su alrededor de forma que cuanto más cerca del anillo se encuentre algo, más lento fluye el tiempo para ese algo, incluso para Tim, que sigue poseyendo la capacidad original de rebobinar el tiempo.

- 1. : El último mundo no tiene título, sólo "1. ". Sólo se puede acceder a este mundo una vez se han completado todos los rompecabezas. En este mundo el tiempo fluye del revés, rebobinar el tiempo hace que el flujo del tiempo vuelva a su estado normal.

Al completar el juego, un modo "Pruebas de Velocidad", que consiste en avanzar por las distintas partes del juego consiguiendo todas las piezas de rompecabezas en el menor tiempo posible, se vuelve disponible.
Además, existen ocho estrellas ocultas en el juego que corresponden a las estrellas de la constelación que se ve en el cielo al lado la casa de Tim.

## Desarrollo
Durante los tres años y cinco meses aproximados que duró el desarrollo del juego, Jonathan Blow ha puesto 180.000 dólares de su propio bolsillo para el desarrollo del mismo.
El desarrollo del juego parte de unas fuertes influencias literarias, "Las ciudades invisibles" de Italo Calvino, un conjunto de relatos cortos sobre distintas ciudades de ficción en diferentes realidades que funcionan de forma distinta y "Los sueños de Einstein" del físico Alan Lightman, en el que un Einstein que aún no tenía del todo clara la relatividad piensa en cómo puede comportarse el tiempo en el universo y la relación que eso tiene con lo que hay y cómo es la gente, si la hay, de dicho universo.
El aspecto de los mundos y fondos fue diseñado por David Hellman, responsable del dibujo en el webcomic aclamado por la crítica A Lesson Is Learned But The Damage Is Irreversible (Una lección aprendida pero el daño es irreversible) y sus diseños se caracterizan en que, a pesar de que los escenarios están compuestos por objetos relativamente simples, el diseño es muy personal y elaborado.
Los gráficos de los personajes fueron creados originalmente por Edmund McMillen, pero posteriormente redibujados por Hellman para que encajasen mejor con el estilo predominante en los escenarios, relegando a los gráficos originales a prototipos de animación.
Cabría destacar además a Sean Barret, como programador de efectos visuales adicionales, y a Harry Mack, como programador de efectos sonoros adicionales, siendo el principal programador así como diseñador del juego el propio Blow.
Blow ha expresado que no tiene planes actualmente para lanzar más niveles o realizar una secuela. Sin embargo especificó que le gustaría incluir el editor de niveles para la versión para PC del juego, decidiendo desechar la idea para la versión de Xbox 360 debido a que las políticas establecidas por Microsoft impiden que se comparta contenido creado por los usuarios de forma gratuita a través de Xbox Live con lo que el esfuerzo de desarrollo no merecía la pena.
Además, baraja la posibilidad de una versión para PS3, aunque tendría que esperar a que se terminase la exclusividad temporal acordada con Microsoft, así como resolver ciertos inconvenientes debido a las características de la PlayStation 3 frente a la Xbox 360 o el PC.
Una versión para WiiWare no sería posible debido a las restricciones de tamaño existentes.

## Banda sonora
El juego incluye música de Magnatune, con artistas como Cheryl Ann Fulton, Shira Kammen, y Jami Sieber.
Jami Sieber:
- "Maenam"(Hidden Sky)
- "Long Past Gone"(Second Sight)
- "The Darkening Ground"(Lush Mechanique)
- "Tell It By Heart"(Second Sight)
- "Undercurrent"(Lush Mechanique)

Shira Kammen:
- "Downstream"(Music of Waters)

"Downstream" está compuesta por 3 melodías diferentes, la primera llamada "Downstream", de Shira Kammen y que da nombre a la canción completa, la segunda es del grupo gallego Luar na Lubre, del álbum "Plenilunio" y llamada “O Son do ar”, compuesta por Bieito Romero (Canciones del Mundo), y la tercera es "Borrela d’Aragon" del gaitero francés Eric Montbel.
- "Lullaby Set"(Wild Wood)

Cheryl Ann Fulton:
- "Romanesca"(The Once and Future Harp)

## Recepción y crítica
En su salida al mercado Braid obtuvo una respuesta muy positiva por parte de la crítica, con una valoración media en los análisis del 92% en Game Rankings destacándose GameSpot que le concedió un 9.5, convirtiéndolo en el juego descargable con mayor nota en la historia de la página. Además, también es destacable que la revista española de videojuegos Superjuegos dio al videojuego la nota más alta en toda la historia de la revista, 9,7.
IGN le puso un 8.8, citando poca rejugabilidad y corta duración como los puntos más negativos del título.
Prácticamente todos los análisis destacaron su innovación, estilo artístico único y su gran banda sonora acorde con el estilo del juego, destacando Eurogamer que quedó impresionada de que Braid cree una respuesta emocional abstracta manteniéndose dentro de los confines de un juego de plataformas 2D.
En la actualidad, Braid es el juego de Xbox Live Arcade con mayor puntuación en la web de promediado de análisis Metacritic, con un 93%. Braid fue comprado por más de 55.000 personas durante su primera semana a la venta.